# 聚興里
聚興里，為臺灣臺中市潭子區轄下的一里。

## 地理
位於潭子區東南側，北邊為新田里，西邊則為福仁里，南邊則為北屯區。

## 設施

### 政府機關
- 潭子區公所
- 臺中市政府警察局
- 臺灣臺中地方法院豐原簡易庭

### 學校
- 大明高中
- 常春藤高中

### 醫院
- 台中慈濟醫院

## 交通

### 公路
區道中89線是連接豐原與北屯的公路，由北向南貫穿該里。
台74線由東南向西北經過聚興里，並在該里境內設有潭子系統交流道與國道四號連接。